# Club Deportivo Italmaracaibo
El Club Deportivo Italmaracaibo (estilizado como ItalMaracaibo) fue un equipo de fútbol profesional venezolano, con sede en la ciudad de Maracaibo, que fue fundado en 2004 por el empresario italiano Giuseppe Sblano (exjugador del "Petroleros del Zulia") y que fue uno de los últimos equipos del fútbol de colonias en Venezuela. Desapareció en el 2006.

## Participación en los Torneos de la FVF
El Deportivo Italmaracaibo fue inscrito formalmente ante la Federación Venezolana de Fútbol dentro del acuerdo de sustitución del Unión Deportivo Marítimo de Los Teques (parcial sucesor del famoso CS Marítimo), que había resultado campeón de la Segunda División de Venezuela en la temporada 2003-2004.
El Italmaracaibo hizo solamente dos campeonatos profesionales, ambos de la máxima División venezolana: el del 2004-2005 y el del 2005-2006:
- CAMPEONATO 2004/2005. Participó en la Primera División de Venezuela 2004-05, temporada que inició con el Torneo Apertura 2004, donde el cuadro marabino terminó en 9.ª posición con un total de 17 puntos en 18 partidos. En dicha competencia tuvo como entrenador el famoso técnico uruguayo Jorge Luis Siviero.[6]

|    | Equipo                  | PTS | JJ | JG | JE | JP | GF | GC | DG  |
| -- | ----------------------- | --- | -- | -- | -- | -- | -- | -- | --- |
| 1  | UA Maracaibo            | 34  | 18 | 9  | 7  | 2  | 27 | 12 | +15 |
| 2  | Caracas FC              | 32  | 18 | 9  | 5  | 4  | 23 | 19 | +4  |
| 3  | Mineros de Guayana      | 30  | 18 | 8  | 6  | 4  | 28 | 18 | +10 |
| 4  | Deportivo Táchira FC    | 30  | 18 | 9  | 3  | 6  | 23 | 19 | +4  |
| 5  | Trujillanos FC          | 29  | 18 | 8  | 5  | 5  | 21 | 16 | +5  |
| 6  | Carabobo FC             | 21  | 18 | 4  | 9  | 5  | 23 | 25 | -2  |
| 7  | Monagas SC              | 19  | 18 | 5  | 4  | 9  | 21 | 27 | -6  |
| 8  | Estudiantes FC          | 17  | 18 | 4  | 5  | 9  | 24 | 31 | -7  |
| 9  | Deportivo Italmaracaibo | 17  | 18 | 4  | 5  | 9  | 18 | 30 | -12 |
| 10 | Deportivo Italchacao    | 14  | 18 | 3  | 5  | 10 | 22 | 33 | -11 |

### Serie Promoción/Relegación de la Segunda División 2004/2005
Se disputó entre el subcampeón de la segunda división y el penúltimo de la primera división al final del campeonato:
| 22 de mayo de 2005 | Deportivo Italmaracaibo | 0:0 | Deportivo Maracaibo | Estadio José Encarnación Romero, Maracaibo |  |

| 29 de mayo de 2005 | Deportivo Maracaibo | 1:1 | Deportivo Italmaracaibo | Estadio José Encarnación Romero, Maracaibo |  |
|                    | Johny Carneiro 53'  |     | Pablo Rodrígez 82'      |                                            |  |

Deportivo Maracaibo permanece en la Segunda División, mientras que el Deportivo ItalMaracaibo permaneció en Primera por otra temporada.
- CAMPEONATO 2005/2006. Para el Torneo Clausura 2005 el equipo logró la octava casilla, sumando 17 puntos y acumulando 9 derrotas durante el semestre:

|    | Equipo                  | PTS | JJ | JG | JE | JP | GF | GC | DG  |
| -- | ----------------------- | --- | -- | -- | -- | -- | -- | -- | --- |
| 1  | UA Maracaibo            | 39  | 18 | 12 | 3  | 3  | 30 | 12 | +18 |
| 2  | Caracas FC              | 33  | 18 | 9  | 6  | 3  | 28 | 14 | +14 |
| 3  | Deportivo Táchira FC    | 32  | 18 | 9  | 5  | 4  | 25 | 20 | +5  |
| 4  | Estudiantes FC          | 25  | 18 | 6  | 7  | 5  | 18 | 19 | -1  |
| 5  | Monagas SC              | 23  | 18 | 6  | 5  | 7  | 26 | 36 | -10 |
| 6  | Mineros de Guayana      | 21  | 18 | 5  | 6  | 7  | 22 | 23 | +1  |
| 7  | Carabobo FC             | 21  | 18 | 4  | 9  | 5  | 21 | 22 | +1  |
| 8  | Deportivo Italmaracaibo | 17  | 18 | 4  | 5  | 9  | 19 | 26 | -7  |
| 9  | Trujillanos FC          | 17  | 18 | 4  | 5  | 9  | 21 | 29 | -8  |
| 10 | Deportivo Italchacao    | 13  | 18 | 2  | 7  | 9  | 20 | 29 | -9  |

Tras culminar noveno en la Tabla Acumulada de la temporada, descendió a la segunda división para la temporada siguiente. Sin embargo, los directivos se negaron a continuar con el proyecto en la Segunda División de Venezuela (B) y el club fue disuelto.

El Italmaracaibo debutó en Primera Division el 7 de agosto del 2004 con victoria 2-0 ante Estudiantes de Mérida, pero no tuvo demasiada suerte en la Temporada 2004/05 finalizando penúltimo. Debió jugar un repechaje ante Deportivo Maracaibo el cual ganó y aseguró la permanencia.....En la Temporada 2005/06 finalizó penúltimo nuevamente, pero esta vez no tuvo la misma suerte y descendió a Segunda División nuevamente. Al finalizar la Temporada de Segunda División 2006/07 le vendió el cupo al "FA El Vigía" y cambió de categorías......Pero el equipo no salió para la Temporada 2007/08 en Segunda B y desapareció. Uno de los jugadores más reconocidos de este Italmaracaibo fue Ricardo David Páez. Forovinotinto

En resumen, en el campeonato de Primera División de 2005-2006 (el segundo y último de la corta vida del ItalMaracaibo) este equipo quedó penúltimo y fue retrocedido:
|    | Equipo                  | PTS | JJ | JG | JE | JP | GF | GC | DG  |                            |
| -- | ----------------------- | --- | -- | -- | -- | -- | -- | -- | --- | -------------------------- |
| 1  | Deportivo Táchira FC    | 62  | 36 | 17 | 11 | 8  | 57 | 44 | +13 | Pre Copa Libertadores 2007 |
| 2  | UA Maracaibo            | 61  | 36 | 15 | 16 | 5  | 49 | 31 | +18 | Copa Libertadores 2007     |
| 3  | Caracas FC              | 60  | 36 | 17 | 9  | 10 | 57 | 39 | +18 | Copa Libertadores 2007     |
| 4  | Carabobo FC             | 54  | 36 | 14 | 12 | 10 | 54 | 46 | +8  | Copa Sudamericana 2006     |
| 5  | Mineros de Guayana      | 54  | 36 | 14 | 12 | 10 | 45 | 41 | +4  | Copa Sudamericana 2006     |
| 6  | Aragua FC               | 47  | 36 | 13 | 8  | 15 | 37 | 48 | -11 |                            |
| 7  | Monagas SC              | 40  | 36 | 8  | 16 | 12 | 40 | 43 | -3  |                            |
| 8  | Trujillanos FC          | 35  | 36 | 7  | 14 | 15 | 32 | 51 | -19 |                            |
| 9  | Deportivo Italmaracaibo | 34  | 36 | 7  | 13 | 16 | 41 | 54 | -13 | Descenso                   |
| 10 | Estudiantes de Mérida   | 33  | 36 | 8  | 9  | 19 | 48 | 63 | -15 | Descenso                   |

La ficha del Italmaracaibo fue pasada a El Vigía cuando retrocedió (El Vigía terminó el torneo de segunda ganándolo).

## Uniforme
Como local, el uniforme del Italmaracaibo era completamente azul, y como visitante blanco.

## Rivalidades
Con su corto tiempo de estadía en primera división, fue protagonista de una serie de partidos que se conoció como "derbi del Lago" o "clásico marabino", debido a la posible rivalidad que surgiría con el otro equipo de la ciudad, el Unión Atlético Maracaibo, donde en cuatro oportunidades, no pudo obtener victorias.